# Ба Уеле
Ба Уеле (на френски и на суахили: Bas-Uele) е една от провинциите на Демократична република Конго. Разположена е в северната част на страната и граничи с ЦАР. Столицата на провинцията е град Бута. Площта на Ба Уеле е 148 331 км², а населението, според проекция за юли 2015 г., е 1 138 000 души. Най-масово говорените езици в провинцията са суахили и лингала.